# Anna Sosnowska
Anna Sosnowska z domu Mączyńska (ur. 24 czerwca 1925 w Warszawie, zm. 2 maja 1997 w Tomaszowie Lubelskim) – żołnierz Armii Krajowej, dama Krzyża Srebrnego Orderu Wojennego Virtuti Militari.

## Życiorys
Córka Zygmunta i Janiny z domu Reingruber. Od października 1939 była sanitariuszką w Szpitalu Ujazdowskim. Maturę uzyskała na tajnych kompletach w warszawskiej szkole Zofii Kurmanowej. Od lutego 1940 w Szarych Szeregach - kolportowała tajną prasę i brała udział w akcjach małego sabotażu. W 1942 aresztowana przez Gestapo i osadzona na Pawiaku. Zwolniona w 1943, wyjechała na ziemię janowską i wstąpiła (jako sanitariuszka) do oddziału AK por. Bolesława Ostrowskiego ps. „Lanca”. Od wiosny 1944 w oddziale NOW-AK „Ojca Jana”. W czerwcu tr. powróciła do Warszawy i wzięła udział w powstaniu - jako łączniczka w samodzielnym plutonie pancernym „Wacek” batalionu „Zośka”. Uczestniczyła w walkach na terenie Starego Miasta i (po przejściu kanałami) Śródmieścia . 
Po upadku powstania w obozie jenieckim, po wyzwoleniu przez wojska amerykańskie pracowała jako siostra operacyjna w szpitalu polowym 1 Samodzielnej Brygady Spadochronowej w Schwagstorf. Do Polski powróciła w lipcu 1946 i zamieszkała u ojca w Warszawie. Pracowała na stanowisku pielęgniarki w szpitalach Szczecina, Jeleniej Góry i Tomaszowa Lubelskiego. Absolwentka technikum medycznego o specjalności EKG-rentgenologia.
W 1964 odznaczona Orderem Virtuti Militari 5 klasy za walki w szeregach oddziałów partyzanckich i udział w powstaniu warszawskim. Działała w Światowym Związku Żołnierzy Armii Krajowej. We wrześniu 1946 wyszła za mąż za Adriana Sosnowskiego, z którym miała córkę Elżbietę oraz synów Jacka, Tomasza i Janusza. Anna Sosnowska w latach późniejszych została mianowana na stopień podporucznika rezerwy Wojska Polskiego.

## Odznaczenia
- Krzyż Srebrny Orderu Wojennego Virtuti Militari
- Krzyż Walecznych
- Złoty Krzyż Zasługi
- Krzyż Armii Krajowej
- Krzyż Partyzancki